# متصفح ياندكس
متصفح ياندكس (بالإنجليزية: Yandex Browser)‏ (بالروسية: Яндекс.Браузер) هو متصفح ويب من البرمجيات المجانية ولكنها إحتكارية، تم تطويرة بواسطة شركة ياندكس ويستخدم محرك بلينك ومبني على المشروع المفتوح المصدر كروميوم (Chromium).
المتصفح يفحص ما إذا كانت الصفحة (WebPage) آمنة أم لا عن طريق نظام أمان ياندكس كما أنه يفحص الملفات التي تم تحميلها (downloaded) بواسطة مضاد الفيروسات كاسبرسكي (Kaspersky)، كما أن المتصفح ياندكس يستخدم تكنولوجيا توربو (Turbo) الخاصة ببرمجيات أوبرا لتسريع التصفح على الاتصالات البطيئة على شبكة الإنترنت.
المتصفح متوفر لويندوز وأوه إس إكس (OS X) وآي أو إس (iOS) وأندرويد وفي أكتوبر 2014 تم عمل إصدار بيتا لنظام لينوكس.
في روسيا تواجه ياندكس منافسة من محرك البحث جوجل،
جوجل كروم (جوجل كروم) أكثر المتصفحات شعبية في روسيا يستخدم محرك بحث جوجل كمحرك إفتراضي (default) له وفي يونيو 2012 قام موزيلا فيرفوكس المتصفح ذو الشعبية الكبيرة بعقد صفقة لتبديل وجعل يندكس هو المحرك البحثي الإفتراضي له،
كما أن مربع البحث في متصفح ياندكس (SMARTBOX) يستخدم بحث ياندكس كمحرك البحث الإفتراضي له وهذا يساعد ياندكس على التنافس للحصول على حصة سوق البحث الروسية.

## نبذة تاريخية
ياندكس هو محرك بحث روسي شهير وهو اسم للشركة المالكة له أيضا. ويمتلك محرك البحث يانديكس حوالي 60% من نسبة البحث على المحركات في روسيا، الشركة نفسها فيعود تاريخ تأسيسها إلي 1990، تم تطوير متصفح ياندكس لتسهيل عملية البحث في المحرك الروسي.

## السمات المميزة
السمات المميزة لمتصفح ياندكس (yandex.browser) تشمل ما يلي:
- شاشة جديدة لعلامة التبويب (new Tab) على غرار واجهة ويندوز 8، وويدجات متخصصة للخدمات المشهورة الشعبية مثل التي تظهر عدد الرسائل الغير المقروءة في بريد جوجل (Google Mail Gmail).
- مزامنة بيانات المستخدم مع الإنترنت وغيرها من الأجهزة التي تعمل على متصفح ياندكس بما في ذلك علامات التبويب، والعناوين، والتاريخ، وكلمات السر، والضبط وأكثر من ذلك.
- تخطيط لوحة المفاتيح متكامل متبادل في المربع متعدد الاستخدامات (omnibox): على سبيل المثال إذا كان المستخدم في كثير من الأحيان يزور جي ميل (gmail.com) وبدأ بكتابة كلمة "пьф" (وهم حروف ل ة ش بالترتيب على لوحة المفاتيح لكلمة روسية تعني الجبهة الوطنية) ثم ضغط أدخل (Enter) سيتم نقل المستخدم إلى جي ميل (gmail.com) وليس لصفحة البحث عن كلمة "пьф" (كما هو الحال في الكروم، على سبيل المثال).
- ترجمة متكاملة: اختيار أي نص يظهر زر منبثقة (popup button) والذي عند الضغط عليه يظهر ترجمة النص إلى الروسية باستخدام مترجم لينجوفو(lingvo).
- مع الإصدار 1.1 للمتصفح ياندكس تم دمج أوبرا توربو (Opera Turbo) لتسريع تحميل صفحات الويب عبر اتصالات الإنترنت البطيئة والحد من استخدام البيانات.[15]

## الحصة السوقية
وفقا لتحليلات ليف إنترنت دوت رو (liveinternet.ru) وصلت حصة متصفح ياندكس (yandex.browser) إلى 2.3 في المئة من السوق في روسيا بعد شهرين من صدوره، اعتبارا من يوليو 2013 وصلت الشريحة الروسية لــ(ru@ru) للمتصفح ياندكس (yandex.browser) إلى 5 في المئة حسب تقديرات ليف إنترنت دوت رو (liveinternet.ru) وإلى 7.9 في المئة في مارس 2015.